# Carlos Azpíroz Costa
Carlos Alfonso Azpiroz Costa OP (ur. 30 października 1956 w Buenos Aires) – katolicki duchowny, dominikanin, arcybiskup metropolita Bahía Blanca od 2017.

## Życiorys
Święcenia kapłańskie przyjął 14 sierpnia 1987 z rąk kardynała Eduardo Francisco Pironio. Był m.in. przełożonym domu nowicjackiego dominikanów w Mar del Plata, sekretarzem prowincji zakonnej oraz prokuratorem generalnym zgromadzenia.
W 2001 kapituła generalna dominikanów w Providence (USA) wybrała go na generała Zakonu Braci Kaznodziejów. Stanowisko to obejmował do roku 2010, kiedy kapituła generalna dominikanów w Rzymie wybrała na nowego generała Zakonu o. Bruno Cadoré OP. Po ustąpieniu z urzędu piastował funkcje przeora kilku brazylijskich klasztorów.
3 listopada 2015 papież Franciszek mianował go arcybiskupem koadiutorem Bahía Blanca. Sakry biskupiej udzielił mu 22 grudnia 2015 metropolita Bahía Blanca – arcybiskup Guillermo Garlatti. Rządy w archidiecezji objął 12 lipca 2017 po przejściu na emeryturę poprzednika. W latach 2021-2024 był drugim wiceprzewodniczącym Konferencji Episkopatu Argentyny.